# Marko Jevtović
Marko Jevtović (cyr. Марко Јевтовић, ur. 5 stycznia 1987 w Belgradzie) – serbski pingpongista.
W parze z Žoltem Pete brał udział na mistrzostwach Europy w 2009. Debel odpadł w ćwierćfinale przegrywając z polską parą Lucjan Błaszczyk/Wang Zengyi 2:4 (11:5, 11:9, 9:11, 4:11, 8:11, 7:11). W tym samym roku debel ten wystąpił też na uniwersjadzie i wywalczył brązowy medal, przegrywając w półfinale z chińską parą Cui Qinglei/Li Yang 2:4 (12:10, 11:9, 8:11, 1:11, 7:11, 7:11).
Rok później serbski duet ponownie wystąpił na mistrzostwach kontynentu. Tym razem w walce o ćwierćfinał (4. runda) przegrali 0:3 z Niemcami Timo Bollem i Christianem Süßem (5:11, 5:11, 6:11).
W kwietniu 2012 Jevtović wygrał turniej kwalifikacyjny do igrzysk olimpijskich, który odbywał się w Luksemburgu. Zwycięstwo zapewniło mu występ na igrzyskach. Odpadł w pierwszej rundzie tych zawodów przegrywając z Jeanem-Michelem Saive 1:4 (3:11, 11:8, 7:11, 6:11, 8:11). W tym samym roku wystąpili też na mistrzostwach Europy, ale odpadli w grupie eliminacyjnej zajmując drugie miejsce.
W 2013 ponownie wziął udział w mistrzostwach Europy w parze z Pete. Debel ponownie dotarł do ćwierćfinału, w którym został wyeliminowany przez polsko-chorwacki duet Wang Zengyi/Tan Ruiwu, z którym przegrał 1:4 (11:5, 6:11, 2:11, 6:11, 5:11).